# Фанёф, Одри
Одри Фанёф (фр. Audrey Phaneuf, род. 24 марта 1996 года, Сен-Гиацинт, Квебек, Канада) — канадская шорт-трекистка, серебряная призёр чемпионата мира 2016 года в эстафете.

## Спортивная карьера
Одри Фанёф встала на коньки в возрасте 5-ти лет в Сен-Гиацинте, когда её брат катался на коньках, чтобы улучшить свою технику для хоккея. Она бегала на арене, поэтому родители посадили Одри на лед, чтобы перестать гоняться за ней повсюду. После первого успеха на юниорском чемпионате страны в 2012 году, где она заняла общее третье место в личном многоборье, выступила в феврале на юниорском чемпионате мира в Мельбурне и стала там 26-й в общем зачёте.
В 2013 году Одри на национальном чемпионате среди юниоров выиграла серебро в многоборье, а на юниорском мировом первенстве в Польше заняла 16-е место. Через год на юниорском чемпионате мира в Эрзуруме в составе эстафетной команды выиграла серебряную медаль. В декабре впервые выступила на Кубке мира в Шанхае, а в феврале 2015 в Дрездене одержала победу в эстафете и ещё через 2 недели на чемпионате мира среди юниоров в Осаке выиграла свою первую индивидуальную серебряную медаль на 500 м.
В марте 2016 года Одри стартовала на взрослом чемпионате мира в Сеуле и сразу выиграла серебро в эстафете вместе с Валери Мальте, Касандра Брадетт, Марианна Сен-Желе и Намасте Харрис-Готье. Осенью на отборе к чемпионату мира заняла общее 9-е место и не попала на мировое первенство 2017 года. В мае 2018 года завершила карьеру Марианна Сен-Желе, а Валери Мальте перешла на длинные дистанции и одним из лидеров стала Одри в свои 22 года. В 2019 она заняла 5-е место на национальном чемпионате. В том же году начала выступления на длинных дистанциях, где участвовала на Кубке Канады.